# Sân vận động Al-Hilal
Sân vận động Al-Hilal (tiếng Ả Rập: ملعب الهلال) là một sân vận động đa năng nằm ở Omdurman, Bang Khartoum, Sudan. Sân chủ yếu được sử dụng cho các trận đấu bóng đá và đôi khi cũng được sử dụng cho các môn thi đấu điền kinh. Đây là sân nhà của câu lạc bộ bóng đá Sudan Al-Hilal Club. Sân vận động có sức chứa 65.000 người.
Tại lễ khánh thành vào thứ Sáu ngày 26 tháng 1 năm 1968, Al-Hilal đã thi đấu với đội tuyển bóng đá quốc gia Ghana. Trận đấu kết thúc với tỷ số hòa 1–1.